# Arnaud Gérard
Arnaud Gérard (Dinan, 6 de outubro de 1984) é um ciclista francês que foi profissional de 2005 a 2018.
Arnaud Gérard estreia como profissional em 2005 com a equipa La Française des Jeux. Ganhou em 2008 a Polynormande. O seu melhor resultado numa grande volta foi sua 105.ª posição na Volta a Espanha de 2009.
Ao final da temporada de 2018 anunciou a sua retirada do ciclismo depois de catorze temporadas como profissional e com 34 anos de idade. A sua última corrida foi a Paris-Tours de 2018.

## Palmarés
- 2008
  - Polynormande

- 2015
  - 1 etapa do Tour de Poitou-Charentes

## Resultados em Grandes Voltas
| Corrida | Corrida         | 2005 | 2006  | 2007  | 2008  | 2009  | 2010 | 2011 | 2012 | 2013 | 2014  | 2015  | 2016 | 2017 | 2018 |
| ------- | --------------- | ---- | ----- | ----- | ----- | ----- | ---- | ---- | ---- | ---- | ----- | ----- | ---- | ---- | ---- |
|         | Giro d'Italia   | —    | 143.º | 124.º | —     | —     | —    | —    | —    | —    | —     | —     | —    | —    | —    |
|         | Tour de France  | —    | —     | —     | 129.º | —     | —    | —    | —    | —    | 132.º | 133.º | —    | —    | —    |
|         | Volta a Espanha | —    | —     | —     | —     | 105.º | —    | —    | —    | —    | —     | —     | —    | —    | —    |

—: não participa
Ab.: abandono